# Anomalon frontale
Anomalon frontale är en stekelart som beskrevs av Joseph Augustine Cushman 1937. Anomalon frontale ingår i släktet Anomalon och familjen brokparasitsteklar. Inga underarter finns listade i Catalogue of Life.